# Picasso-doktersvis
De Picasso-doktersvis (Paracanthurus hepatus) is een straalvinnige vissensoort uit de familie van doktersvissen (Acanthuridae). De wetenschappelijke naam van de soort is voor het eerst geldig gepubliceerd in 1766 door Carl Linnaeus. Deze vissensoort is gebruikt voor het model van Dory in Finding Nemo en heeft nu een eigen film Finding Dory.